# Baxter International
Baxter International Inc. är ett amerikanskt medicintekniskt företag med säte i Deerfield, i Illinois i USA noterat på New York Stock Exchange.
Företaget arbetar framför allt med produkter för behandling av blodsjukdomar,  njursjukdomar och immunologiska problem. Det hade 2011 en omsättning på 13,9 miljarder USD och 48.500 anställda. Baxter International köpte Gambro i december 2012.